# Минг-На Вен
Минг-На Вен (енгл. Ming-Na Wen; рођена 20. новембра 1963. у острву Колоан, Португалски Макао), америчка је позоришна, филмска и ТВ глумица и модел.
Њене улоге укључују филмове и серије: Улични борац, Мулан, Мулан 2, Final Fantasy: The Spirits Within, Агенти Шилда, Мандалорац, Књига Бобе Фета и Ратови звезда: Лоша чета.